# Roller Hockey Premier League 1982
La Roller Hockey Premier League 1982 è stata la 9ª edizione del torneo di primo livello del campionato inglese di hockey su pista. Il titolo è stato vinto dal Southsea per la terza volta nella sua storia.

## Squadre partecipanti
- Belle Vue Lions
- Herne Bay United
- Maidstone
- Maidstone Marauders
- Manchester
- Middlesbrough
- Peterborough
- Southsea
- Wolverhampton

## Classifica finale
|                        | Pos. | Squadra             | Pt | G  | V  | N | P  | GF  | GS  | DR  |
| ---------------------- | ---- | ------------------- | -- | -- | -- | - | -- | --- | --- | --- |
| Inghilterra (bandiera) | 1.   | Southsea            | 27 | 16 | 13 | 1 | 2  | 114 | 47  | +67 |
|                        | 2.   | Wolverhampton       | 26 | 16 | 13 | 0 | 5  | 117 | 51  | +66 |
|                        | 3.   | Herne Bay United    | 21 | 16 | 13 | 0 | 5  | 67  | 59  | +8  |
|                        | 4.   | Peterborough        | 19 | 16 | 9  | 1 | 6  | 106 | 59  | +47 |
|                        | 5.   | Maidstone           | 18 | 16 | 8  | 2 | 6  | 54  | 72  | -18 |
|                        | 6.   | Middlesbrough       | 15 | 16 | 7  | 1 | 8  | 90  | 76  | +14 |
|                        | 7.   | Manchester          | 10 | 16 | 5  | 0 | 11 | 69  | 90  | -21 |
|                        | 8.   | Belle Vue Lions     | 4  | 16 | 1  | 2 | 13 | 42  | 113 | -71 |
|                        | 9.   | Maidstone Marauders | 4  | 16 | 2  | 0 | 14 | 36  | 128 | -92 |

Legenda:
  Campione d'Inghilterra.
  Vincitore della National Cup 1982.
      Qualificato in Coppa dei Campioni 1982-1983.
Note:
Due punti a vittoria, uno a pareggio, zero a sconfitta.
In caso di parità di punteggio, le posizioni erano decise per differenza reti generale.

## Verdetti
| Verdetto                          | Club                 |
| --------------------------------- | -------------------- |
| Campione d'Inghilterra 1982       | Southsea (3º titolo) |
| Qualificato in Coppa dei Campioni | Southsea             |